# Buldog (zespół muzyczny)
Buldog – projekt muzyczny Piotra Wieteski, basisty, a także menedżera Kultu. Zespół Buldog gra połączenie muzyki punkowej i funk.

## Historia
Zespół został założony przez menadżera Kultu, Kazika Staszewskiego i KNŻ Piotra Wieteskę w 2004 roku. W pierwszym składzie znaleźli się muzycy bezpośrednio związani z Kultem: Kazik Staszewski (wokal), Piotr Wieteska (gitara basowa), Jacek Szymoniak vel Syn Stanisława (instrumenty klawiszowe), Wojciech Jabłoński (gitara), oraz były pracownik „Kult – Ochrony” Adam Swędera (perkusja). Ponadto w zespole grała sekcja dęta Kultu: Janusz Zdunek (trąbka), Tomasz Glasik (saksofon) i Jarosław Ważny (puzon). W 2005 roku ukazał się debiutancki singiel pt. „Singiel”.
W 2006 roku zespół wydał debiutancki album Płyta. Na płycie znalazł się utwór „V rozbiór Polski”, który stał się przebojem.

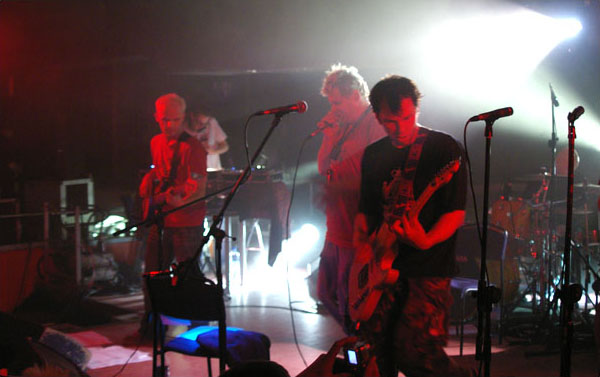
Pierwszy koncert zespołu 6 stycznia 2007

Buldog z założenia miał być projektem studyjnym, jednak pierwszy koncert grupy odbył się 6 stycznia 2007 w klubie Hybrydy w Warszawie. W tym samym roku do zespołu dołączył skreczer DJ George. W 2008 roku do zespołu dołączyła waltornistka Ala Gadomska.
Zespół koncertował również pod nazwą Kazik & Buldog. Pod tą nazwą zespół grał utwory z Płyty oraz z repertuaru z albumów solowych Kazika Staszewskiego. W lipcu 2009 roku ze względu na reaktywację projektu KNŻ z zespołu odszedł Kazik Staszewski. Nowym wokalistą został Tomasz Kłaptocz, wcześniej śpiewający w zespole Akurat.
Pod koniec kwietnia 2010 roku ukazał się drugi album Chrystus miasta. Na płycie znalazły się interpretacje wierszy Juliana Tuwima. W 2011 roku z zespołu odeszła Ala Gadomska.
W dniach 17-31 lipca 2011 roku zespół nagrywał materiał na album Laudatores Temporis Acti. W sierpniu 2011 roku zespół wystąpił na Przystanku Woodstock. We wrześniu 2011 roku z zespołu odszedł Wojciech Jabłoński. 14 listopada 2011 roku ukazał się album Laudatores Temporis Acti. Na płycie znalazło się pięć utworów z interpretacjami wierszy Tuwima.
W 2012 roku nowym saksofonistą został Mariusz Godzina. 21 października 2013 roku ukazał się album Koncerty w Trójce.
W grudniu 2014 roku zespół zawiesił działalność.

## Muzycy
- Piotr Wieteska – gitara basowa
- Adam Swędera – perkusja
- Syn Stanisława – instrumenty klawiszowe
- Tomasz Kłaptocz – śpiew
- Janusz Zdunek – trąbka
- Mariusz Godzina – saksofon, klarnet basowy
- Jarosław Ważny – puzon
- DJ George – gramofony

(za oficjalną stroną zespołu)

## Dyskografia

### Albumy
- Płyta (2006)
- Chrystus miasta (2010)
- Laudatores Temporis Acti (2011)
- Koncerty w Trójce (2013)

(za oficjalną stroną zespołu)